# Кяппесельгское общество
Кяппесельгское общество — сельское общество, входившее в состав Шунгской волости Повенецкого уезда Олонецкой губернии.
Общество объединяло населённые пункты, расположенные возле деревни Кяппесельга и на прилегающих территориях.
В настоящее время территория Кяппесельгского общества относится к Кондопожскому району Карелии.
Согласно «Списку населённых мест Олонецкой губернии по сведениям за 1905 год» общество состояло из следующих населённых пунктов:
| Номер по порядку | Название населённого пункта        | Название реки или озера, на котором расположено поселение | Расстояние до уездного города в верстах |
| 4448             | 1. Кяппесельга с выселком «Горка»  | При колодцах                                              | 61                                      |
| 4449             | 2. Савак-сельга с выселком «Горка» | При колодцах                                              | 61                                      |
| 4450             | 3. Гладкая-гора                    | Озере Шайдомозере                                         | 66                                      |
| 4451             | 4. Шайдома                         | Озере Шайдомозере                                         | 66                                      |
| 4452             | 5. Олуферов-наволок                | Озере Шайдомозере                                         | 66                                      |
| 4453             | 6. Рекшина-гора                    | Озере Шайдомозере                                         | 66                                      |

С 15 декабря 1920 г. Кяппесельгское общество Повенецкого уезда Карельской Трудовой Коммуны вошло в состав новой Кяппесельгской волости.